# Brooklyn Hakoah
Brooklyn Hakoah foi um clube de futebol norte-americano com sede em Nova York, estados Unidos. Em 1929, disputou a American Soccer League.

## História
Formados originalmente por ex-jogadores do SC Hakoah Wien, eles jogaram na American Soccer League em 1929. Eles então se fundiram com o New York Hakoah da ESL, para se tornar o Hakoah All-Stars .

## Estatísticas

### Participações
|  | Participações em 2020 |

| Competição     | Competição             | Temporadas | Melhor campanha     | Estreia | Última | P | R |
| Estados Unidos | American Soccer League | 1          | Oitavo Lugar (1929) | 1929    | 1929   |   | – |